# Aachener Straße (Köln)
Die Aachener Straße (auf Kölsch: Öcher Stroß) ist mit einer Länge von 8726 Metern (bis zur Stadtgrenze) eine der längsten Ausfallstraßen Kölns und verläuft von der Hahnentorburg im Stadtzentrum Kölns in Richtung Westen und endet außerhalb Kölns.

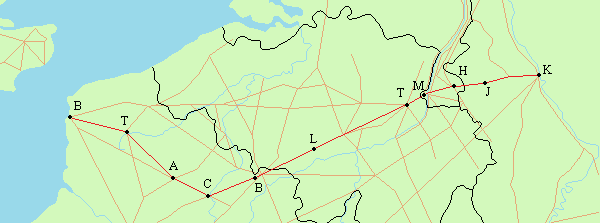
Aachener Straße – Verlauf der „Via Belgica“

## Geschichte
Die Aachener Straße wechselte im Zeitverlauf häufig ihren Straßennamen.

### Jungsteinzeit und Römerzeit

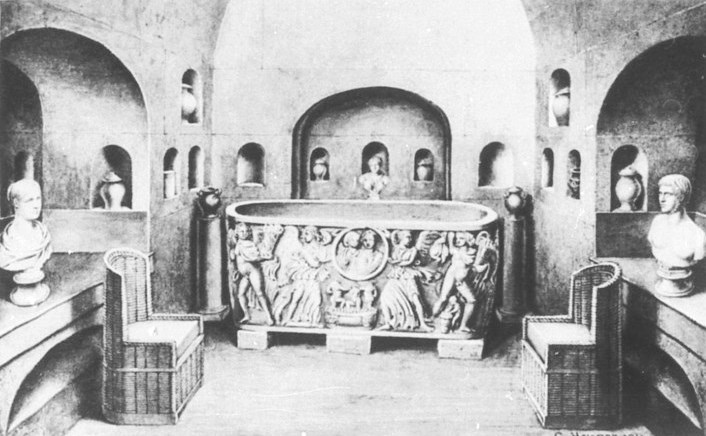
Aachener Straße (Köln-Weiden) – Römergruft (1911)

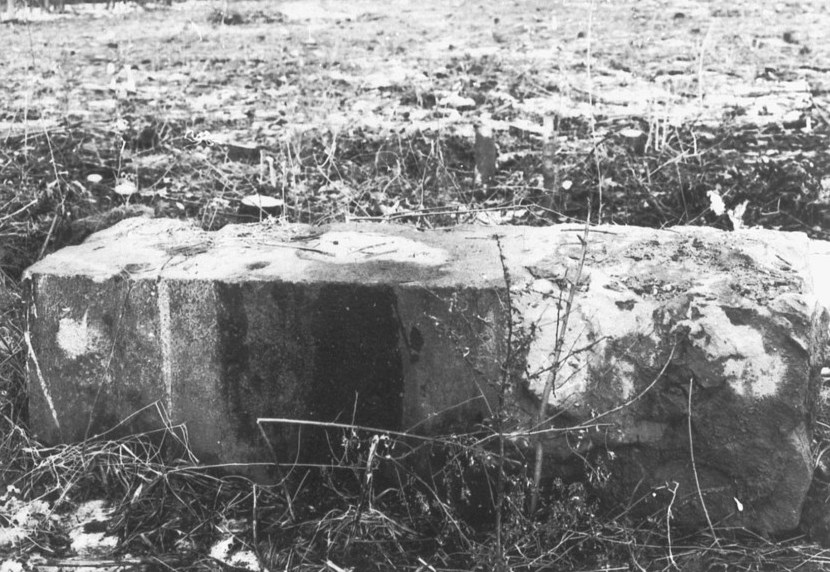
Aachener Straße – Rest eines Meilensteins am Brauweiler-/Vogelsanger Weg (1911)

In Höhe der heutigen Kreuzung Aachener Straße / Militärringstraße (Köln-Müngersdorf) fand man ab 1926 unter Leitung von Fritz Fremersdorf eine bandkeramische Siedlung aus der Jungsteinzeit (etwa 5500 v. Chr.). Deutliche Spuren belegen mindestens vier Großbauten mit einem großen Umfassungsgraben. Ausgrabungen brachten hier unter anderem ein geschliffenes Feuersteinbeil, ein spitznackiges Beil aus Kieselschiefer und ein Schuhleistenkeil aus Glimmerschiefer hervor.
Die heutige Aachener Straße folgt im Wesentlichen der Römerstraße Via Belgica, die als Verlängerung des decumanus maximus über Jülich (Iuliacum), Heerlen (Coriovallum), Maastricht (Mosa Trajectum) und Tongern (Atuatuca Tungrorum) nach Boulogne-sur-Mer (Gesoriacum) führte. In der Forschung hat sich für den in Deutschland 62 km langen Straßenabschnitt der Name „Via Belgica“ durchgesetzt. In Höhe von Melaten erreichte die gepflasterte Römerstraße eine Breite von 6 Metern. Meilensteine (wie bei der Sophienhöhe) weisen auf eine Bauzeit der Heerstraße im 3. und 4. Jahrhundert hin. Am Hahnentor nördlich der Aachener Straße fand man 5 Töpferöfen, die aus der zweiten Hälfte des 3. Jahrhunderts stammen und ebenfalls auf die römische Besiedlung der Gegend hinweisen.
An allen Kölner Ausfallstraßen (siehe Luxemburger Straße oder Neusser Straße), so auch an der Aachener Straße, lagen ausgedehnte Nekropolen, die auch das dahinter liegende Gelände einnahmen. Ausgrabungen im April 1843 brachten auf dem heutigen Grundstück Aachener Straße Nr. 1328 in Köln-Weiden eine gut gefüllte Grabkammer aus der Römerzeit (um 150 n. Chr.) hervor. Insbesondere enthielt sie einen aus weißem Marmor gearbeiteten Sarkophag, drei Bildbüsten und zwei Sessel aus Stein. Sie diente zunächst lediglich als Kolumbarium, später als Mausoleum. Als der Fuhrmann Ferdinand Sieger hier 1843 einen Anbau für sein Fahrgeschäft errichtete, entdeckte er beim Ausheben von Bauschutt eine Verschlussplatte; diese führte zu einer unterirdischen Grabkammer, die heute zu den bedeutendsten Römergräbern nördlich der Alpen zählt. 1844 erwarb der damalige Dombaumeister Ernst Friedrich Zwirner die Grabkammer samt dazugehörigem Grundstück im Auftrag des Königreiches Preußen. Bei Ausbau der Jahnwiesen stieß man 1926 auf einen römischen Gutshof („Villa rustica“), der im 1. Jahrhundert n. Chr. entstand. Fremersdorf nahm an, dass dieser Gutshof im Zusammenhang mit dem Römergrab stand. Ausgrabungen am Hahnentor wiesen 1929 nach, dass die Breite der Aachener Straße hier einschließlich der Straßengräben zwischen 24 und 26 Metern schwankte.

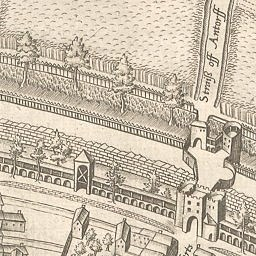
Arnold Mercator – Kölner Stadtansicht von 1570: „Straiß off Antorff“ mit Hahnentorburg („Hanenpforts“)

### Mittelalter

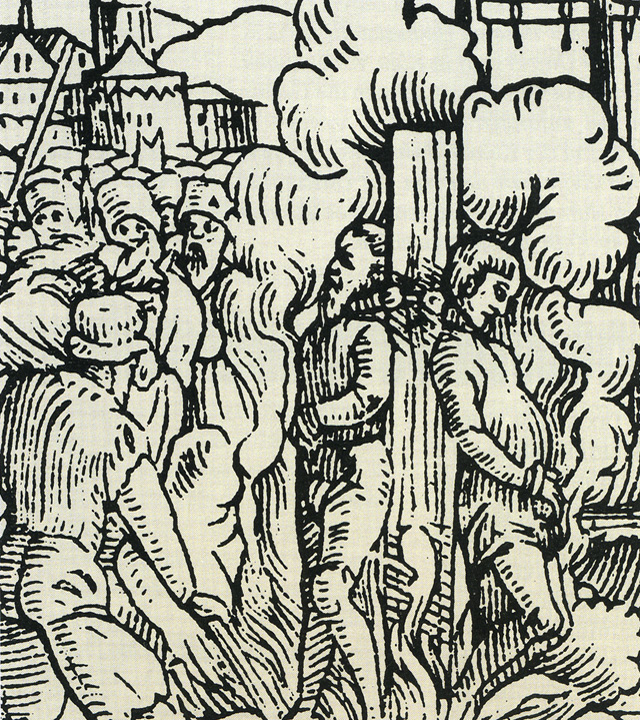
„Historien von den heutigen Gottesbekennern und Märtyrern“ von Ludwig Rabus (1533) – Verbrennung von Adolf Clarenbach und Peter Fliesteden auf dem Scheiterhaufen

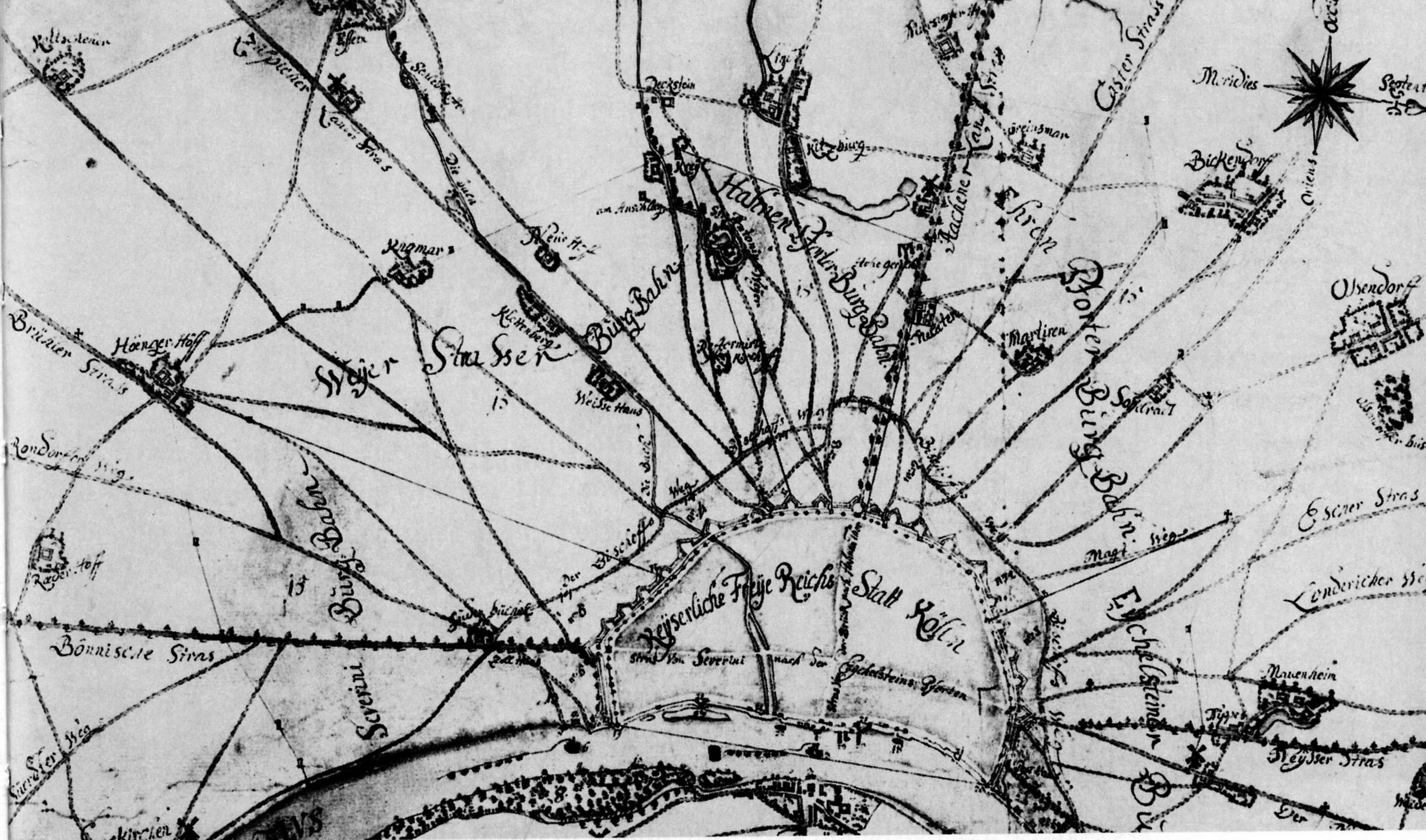
Aachener Straße – Schweidkarte des Abraham Hogenberg (1609)

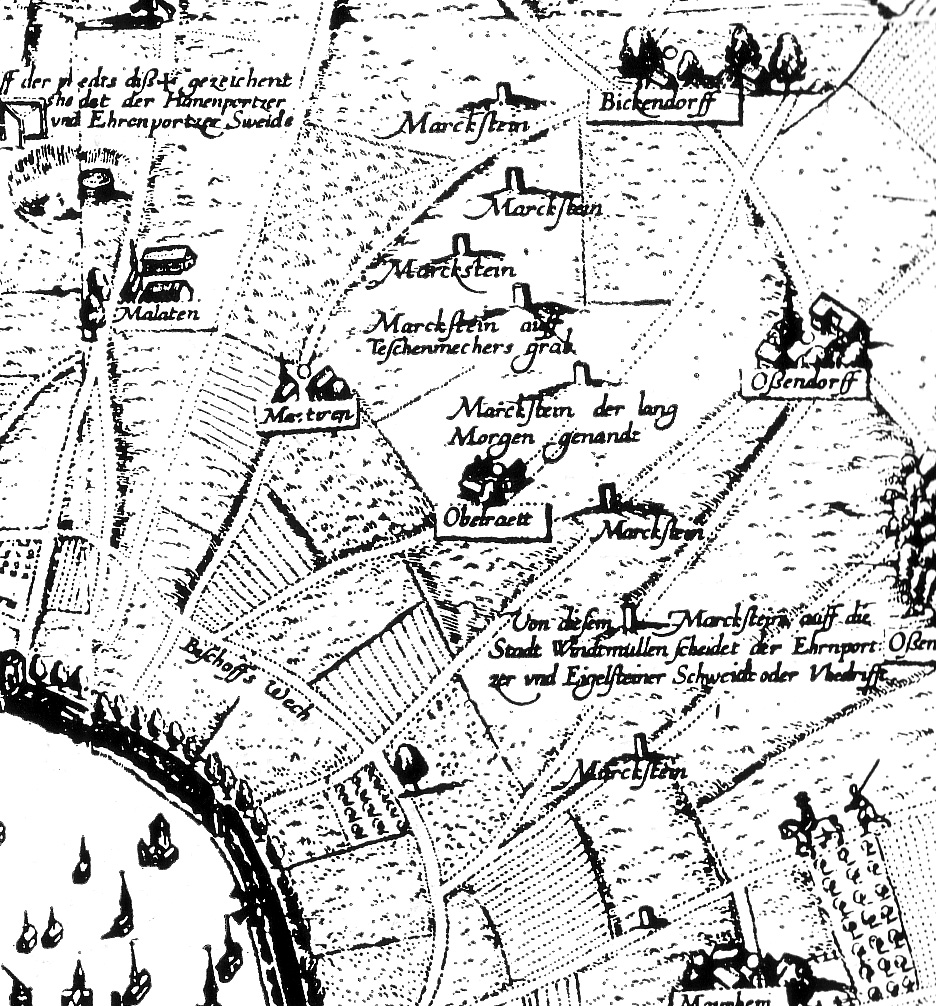
Aachener Straße – Schweidkarte (1609) mit dem Friedhof „Malaten“ (Melaten)

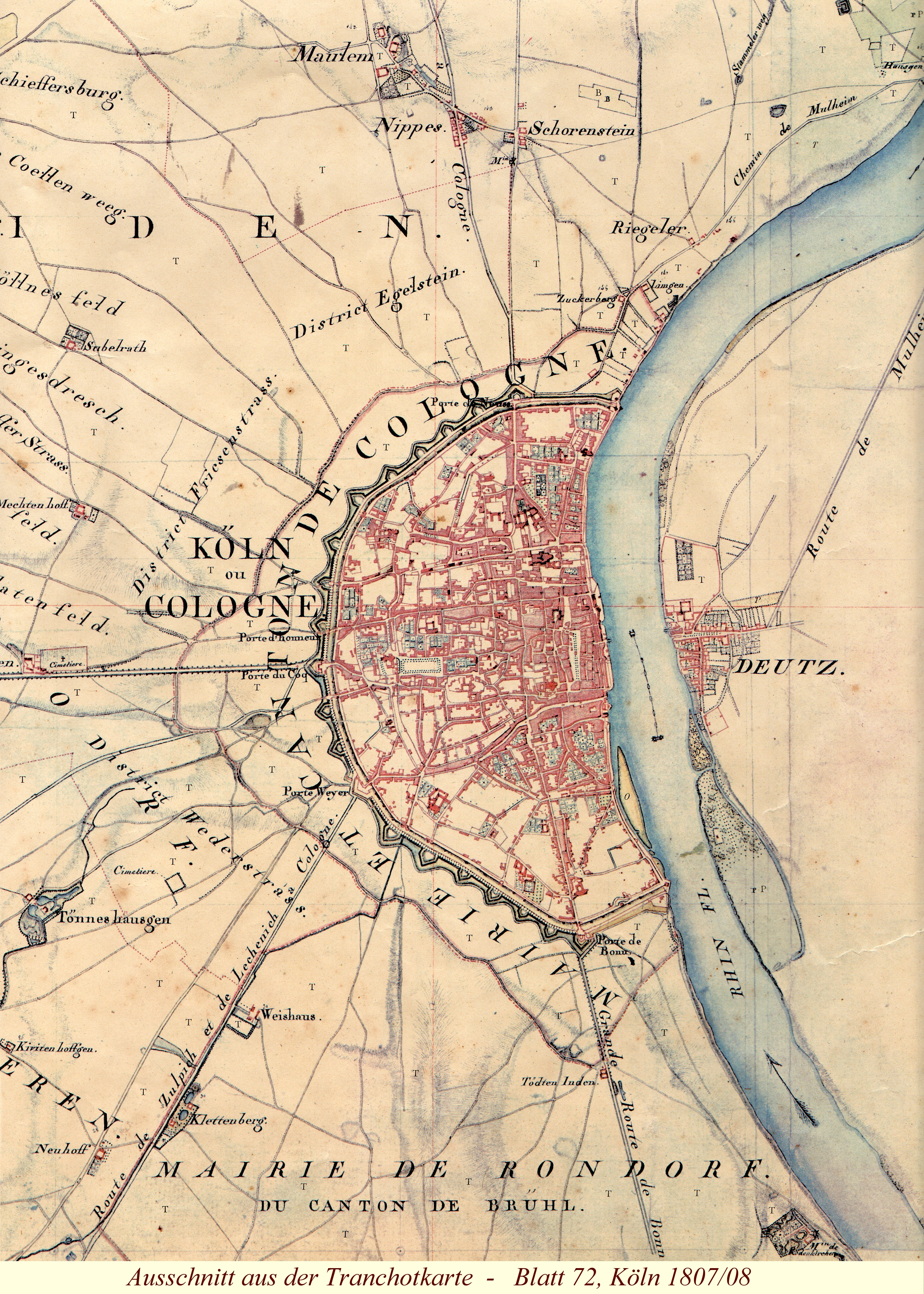
Aachener Straße – Tranchot-Karte, Blatt 72(1801–1820)

Aus dem Frühmittelalter (440–640 n. Chr.) stammte ein zwischen 1927 und 1929 von Fritz Fremersdorf freigelegtes Reihengräberfeld in Höhe des heutigen Müngersdorfer Stadions mit 514 Gräbern, das auf eine Siedlung von etwa 50 Personen schließen lässt.

#### Leprosenhaus und Hinrichtungsstätte
Eines von vier Leprosorien („campus leprosi“), die wegen der Ansteckungsgefahr außerhalb der Stadtmauern lagen, hieß „Maladen“ (franz. „malade“ = krank) und ist seit 1180 als Schenkung „in campum leprosi“ auf der Aachener Straße nachweisbar. Der Komplex bestand aus sieben Siechhäusern, Gärten und Friedhof. Hier nahm man etwa 100 an Lepra Erkrankte aus allen Ständen auf und verbrannte sie nach ihrem Tod. Ihre Untersuchung erfolgte durch Kranke, erst später übernahm die Lepraschau die Medizinische Fakultät der Universität. Auf dem größten von vier Kölner Siechenhäusern weihte Erzbischof Konrad von Hochstaden 1245 die Kapelle St. Maria Magdalena und Lazarus; die nach ihrer Zerstörung 1474 neu errichtete Kapelle ging 1804 in das Eigentum der Stadt über. Im Jahre 1342 findet sich die Bezeichnung „vulgariter zuo den malaten“ (Haus der Leprosen), als Johannes de Cervo den Kranken eine Mark Zins schenkt. Die Bezeichnung „Malaten“ allein tauchte erstmals 1364 als „hoysz zu Malayten“ auf. Seit 1397 gab es eine Leprosenordnung für Melaten, 1404 ist vom „hoef der seichen van Melaten“ die Rede.
Seit mindestens 1285 diente ein nahe Melaten liegendes Areal, genannt Rabenstein, auch als Hinrichtungsstätte; Aussatzhaus und Hinrichtungsstätte hingen vielfach zusammen. Am 9. Oktober 1527 wurde der Raubmörder Ludwig von Tetz (er beging mindestens 17 Morde) an Melaten „gerädert“, wobei ihm vom Scharfrichter mit einem Eisenrad die Gliedmaßen zerfetzt wurden. Am 28. September 1529 verbrannte man hier die Protestanten Adolf Clarenbach und Freund Peter Fliesteden als Ketzer auf dem Scheiterhaufen. Spätestens 1588 baute man den Richtplatz an Melaten aus, als man neben dem dreieckigen Galgen ein Rondell für Zuschauer errichtete. Am 8. Mai 1593, so berichtet Hermann von Weinsberg, hat man den Freibeuter Johann von Polheim „uff dem Rabenstein untheupt und gefirtelt“. Die Kölner Schweidkarte von Abraham Hogenberg zeigt 1609 bereits zwei Rondelle. Am 19. Mai 1627 verbrannte man die der Hexerei beschuldigte Katharina Henot (Schwester des Domherren Hartger Henot) in Melaten vor großer Volksmenge ohne Geständnis auf dem Scheiterhaufen. Nachdem 1712 im Leprosenhaus lediglich noch eine Patientin Symptome der Lepra gezeigt hatte, schloss die Stadt das Leprosenhaus im Jahre 1767. Am 13. Juli 1797 wurde der Kirchenräuber Peter Eick als letzter an der Hinrichtungsstätte Melaten am Galgen erhängt, der kurz danach während der Franzosenzeit 1797 zerstört wurde.

#### Krönungsstraße und weitere Straßennamen
Im Mittelalter fuhren die im Aachener Dom gekrönten Könige über die heutige Aachener Straße nach Köln und wurden dort am Hahnentor vom Erzbischof empfangen. Zu jener Zeit trug sie deshalb den Straßennamen „Krönungsstraße“. So wurde Ferdinand I. am 5. Januar 1531 in Köln zum König gewählt und von Erzbischof Hermann V. von Wied in Aachen gesalbt und gekrönt. In Arnold Mercators Kölner Stadtansicht von 1570 heißt die Aachener Straße bereits „Straiß off Antorff“ (Antorff = Antwerpen). In dem von ihm kartografierten kurzen Abschnitt führt sie durch unbebautes Gelände. Den Namen „Weg nach Antwerpen“ behielt sie bis 1752. Auf der Schweidkarte des Abraham Hogenberg ist sie 1609 jedoch bereits als „Aachener Land Stras“ bezeichnet. Auf der Karte des Jean Joseph Tranchot (1801–1814; 1840 als überarbeitete Version veröffentlicht) beginnt sie am „Porte de Coq“ (Hahnentor), berücksichtigt den Melaten-Friedhof (Cimetière) und heißt „Grande Route d’Aix-la-Chapelle à Cologne“.

### Gründerzeit

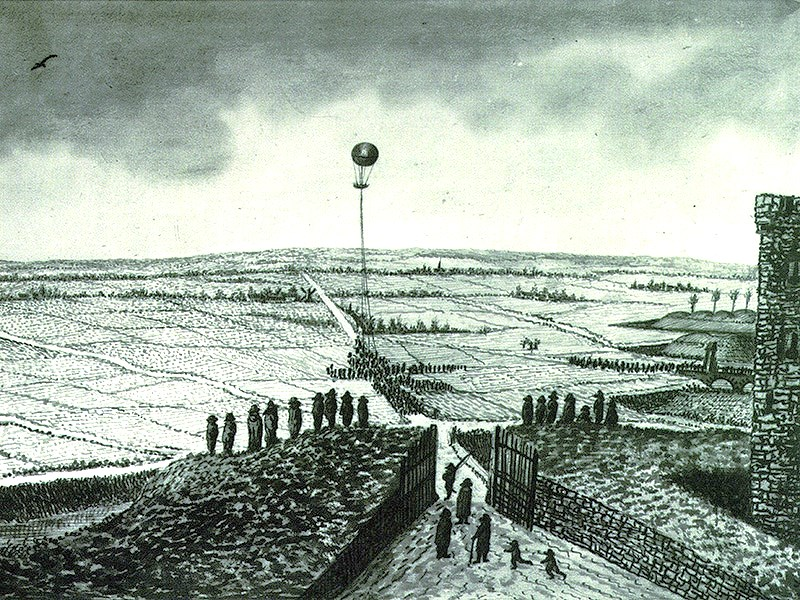
Joseph Michael Laporterie – Ballonfahrt über der Aachener Straße am 29. Juni 1795
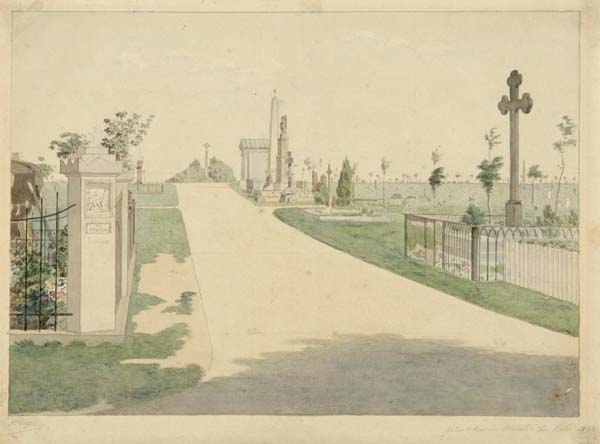
Johann Peter Weyer – Melatenfriedhof (Aquarell 1838)
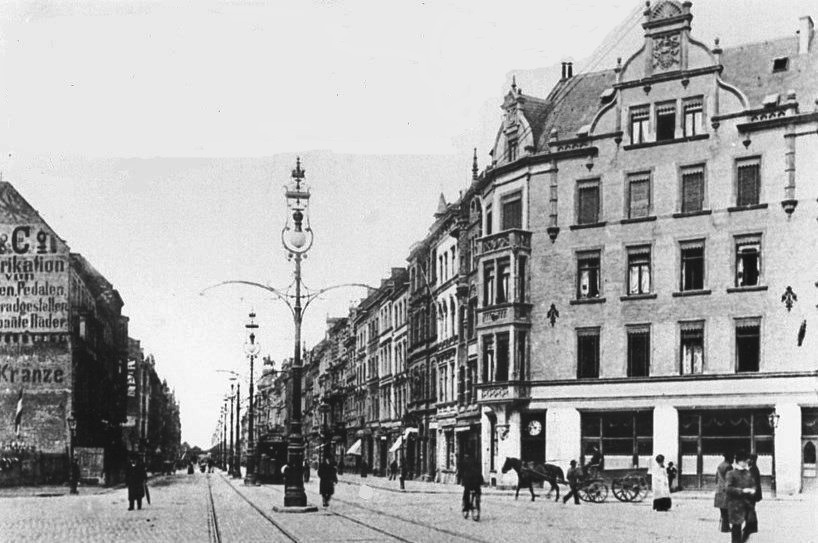
Aachener Straße – Ecke Brabanter Straße (Mai 1903)
Aachener Straße – Ecke Moltkestraße (Juli 1903)
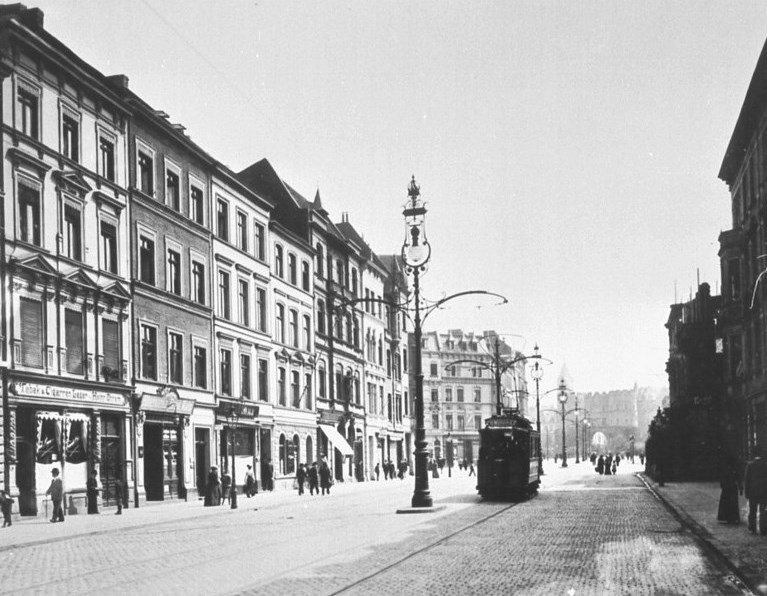
Aachener Straße – Blick Richtung Hahnentor mit Straßenbahn (um 1910)

Seit 1721 diente das Haus an der Aachener Straße Nr. 561 zunächst als Postkutschenhaltestelle, in der die Post nach Aachen vorbereitet wurde. Der österreichische Feldherr General Graf Clairfayt zog mit seinen Truppen nach der am 5. Oktober 1794 gegen die Preußen gewonnenen Schlacht bei Königsdorf am 6. Oktober 1794 über die Aachener Straße, um Köln gegen 12 Uhr mittags zu erreichen. Die Franzosen unter General Jean-Baptiste Jourdan rückten am selben Tag nach und besetzten Köln gegen Abend. Eine Tuschzeichnung von Joseph Michael Laporterie hält eine Ballonfahrt vom 29. Juni 1795 fest und zeigt vom Hahnentor aus die Aachener Straße Richtung Westen, wie sie durch Acker- und Weidelandschaft führt.
Während der Franzosenzeit beauftragte man aufgrund des französischen „Dekrets über die Begräbnisse vom 12. Juni 1804“ Ferdinand Franz Wallraf 1809 mit der Gestaltung des neuen Melaten-Friedhofs (Nr. 204) an der Stelle der ehemaligen Leprosenanstalt, der am 29. Juni 1810 eröffnete; am 1. Juli 1810 fand das erste Begräbnis statt. Auch sein Erbauer Wallraf ist hier begraben.

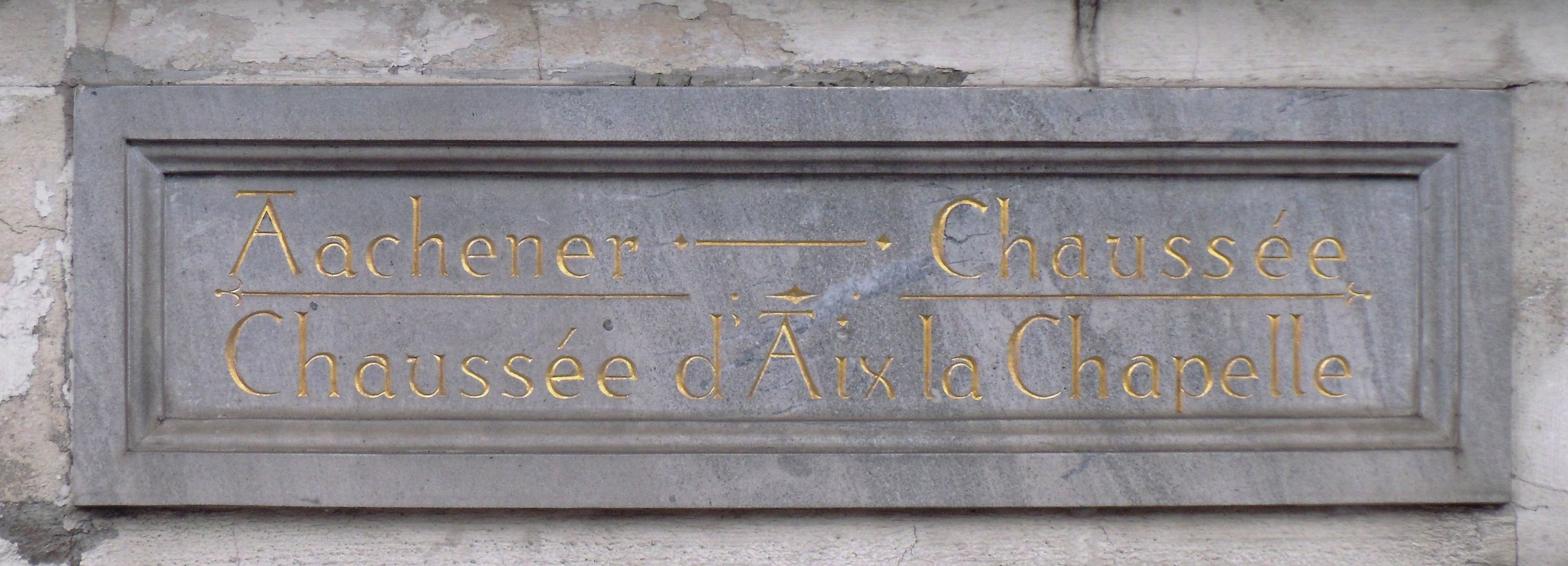
Zweisprachige Straßentafel an der Mauer des Melaten-Friedhofs

Bis Mai 1882 hieß die Aachener Straße offiziell „Aachener Chaussee“. Die in der Stadtverordnetenversammlung vom 18. Januar 1882 für die Wohnhäuser der Aachener Straße beschlossenen Vorgärten wurden am 6. Juli 1882 wegen der Planung als Geschäftsstraße als nicht zweckmäßig wieder zurückgenommen. Im 19. Jahrhundert war sie nur bis Melaten gut ausgebaut, westlich davon blieb sie bis 1888 eine baumumsäumte und wenig befestigte Chaussee. Um 1900 standen auf der Nordseite der Aachener Straße in Braunsfeld wenige Häuser, es gab nur die Nr. 350–390 und 444–520, in Nr. 503–505 stand eine Dampfmühle. Müngersdorf hatte Häuser bis Nr. 852 (hier lag die städtische Biersteuer-Meldestelle). Mit der Eingemeindung von Braunsfeld und Müngersdorf am 1. April 1888 begann der Ausbau der Aachener Straße und ihre intensive Bebauung. Der am 19. Juli 1882 zwischen der Stadt Köln und dem Pferdebahnbetreiber Hard & Co. abgeschlossene Vertrag umfasste auch die Strecke von der westlichen Stadtgrenze über die Aachener Straße, Hahnentorburg bis zum Neumarkt. Bereits im November 1883 hatte man den mittelalterlichen Bischofsweg als Stadtgrenze aufgegeben, der hier in Höhe der Moltkestraße verlief. Seit 1899 befand sich in Nr. 163 die Heinrich Scheele Kraftfahrzeugfabrik des Heinrich Scheele, die 1927 nach Köln-Bickendorf umzog.

### Neuzeit

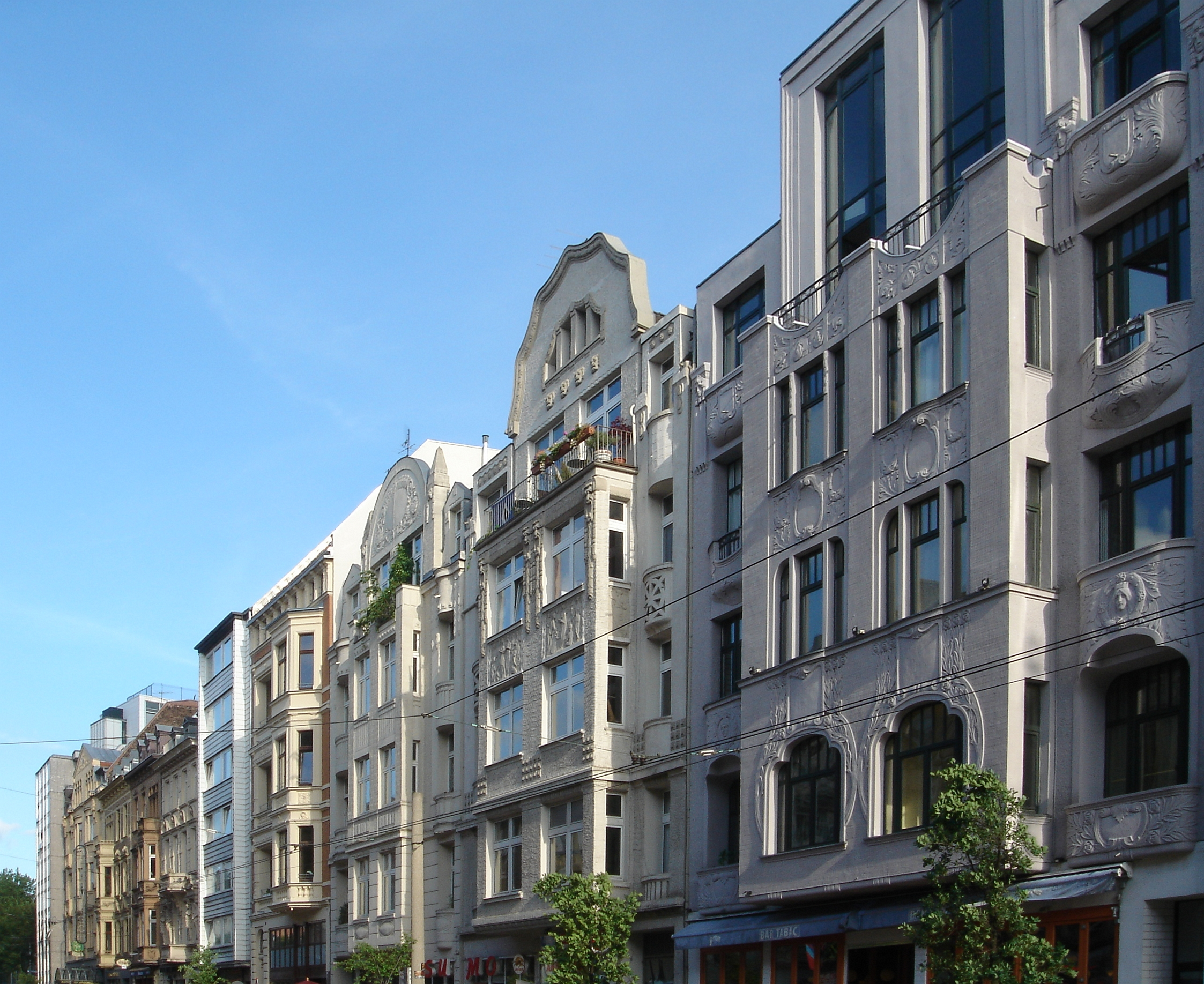
Aachener Str. – Höhe Brabanter Straße
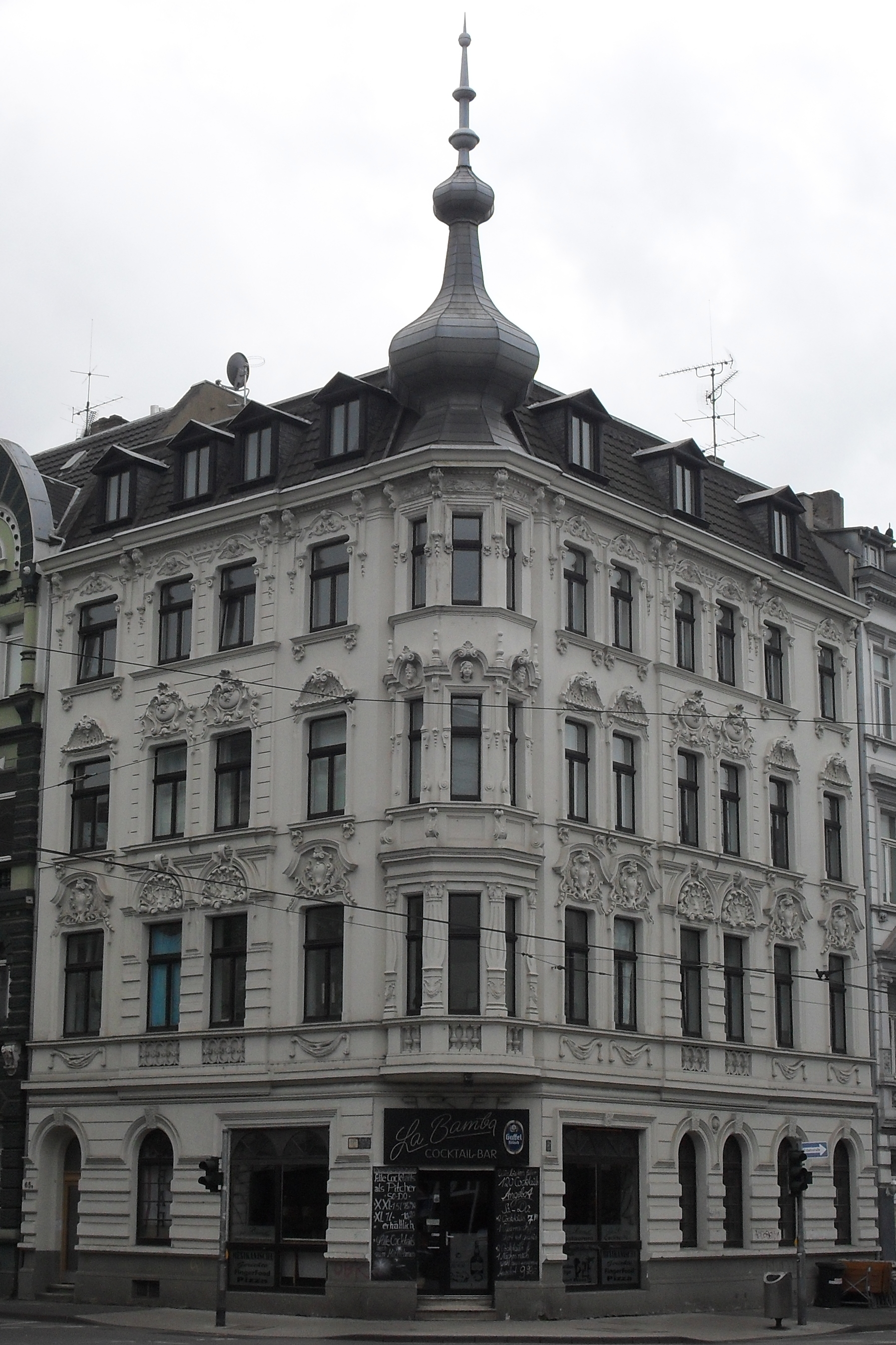
Aachener Straße – Ecke Moltkestraße 65a (Mai 2013)
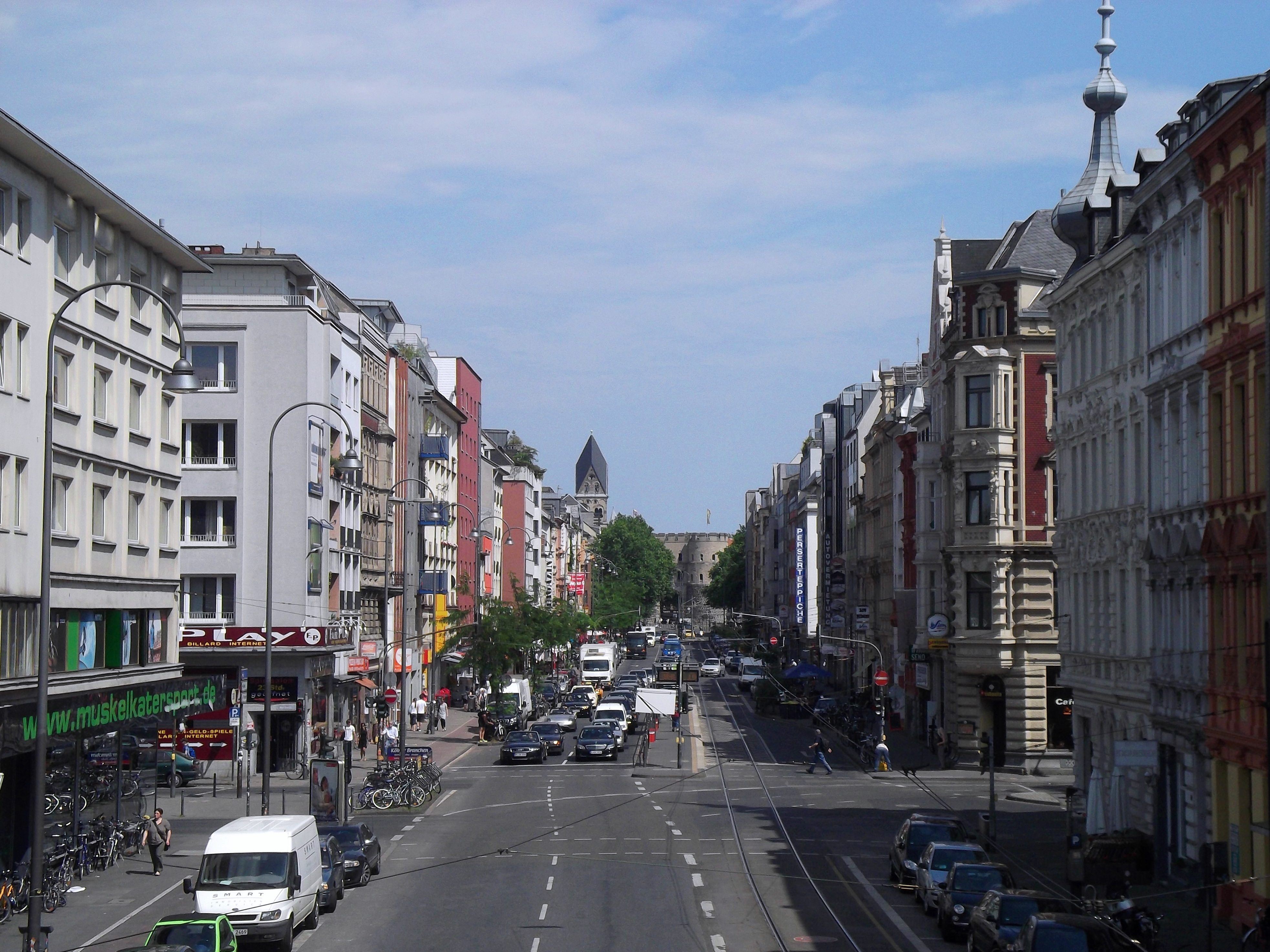
Aachener Straße – Blick auf die Kreuzung Moltkestraße in Richtung Hahnentor (Juni 2011)
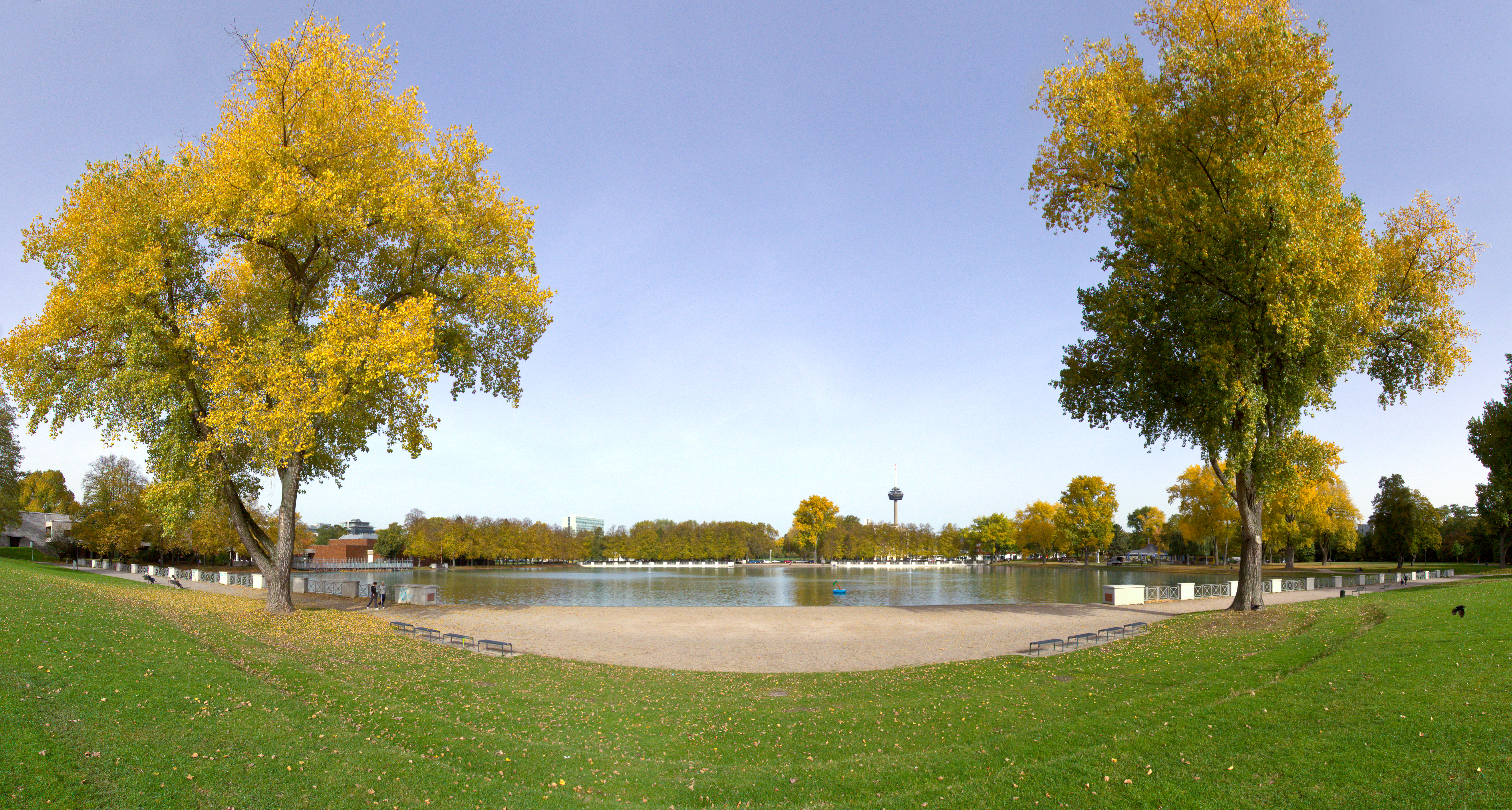
Aachener Straße – Aachener Weiher Richtung Norden (Oktober 2012)
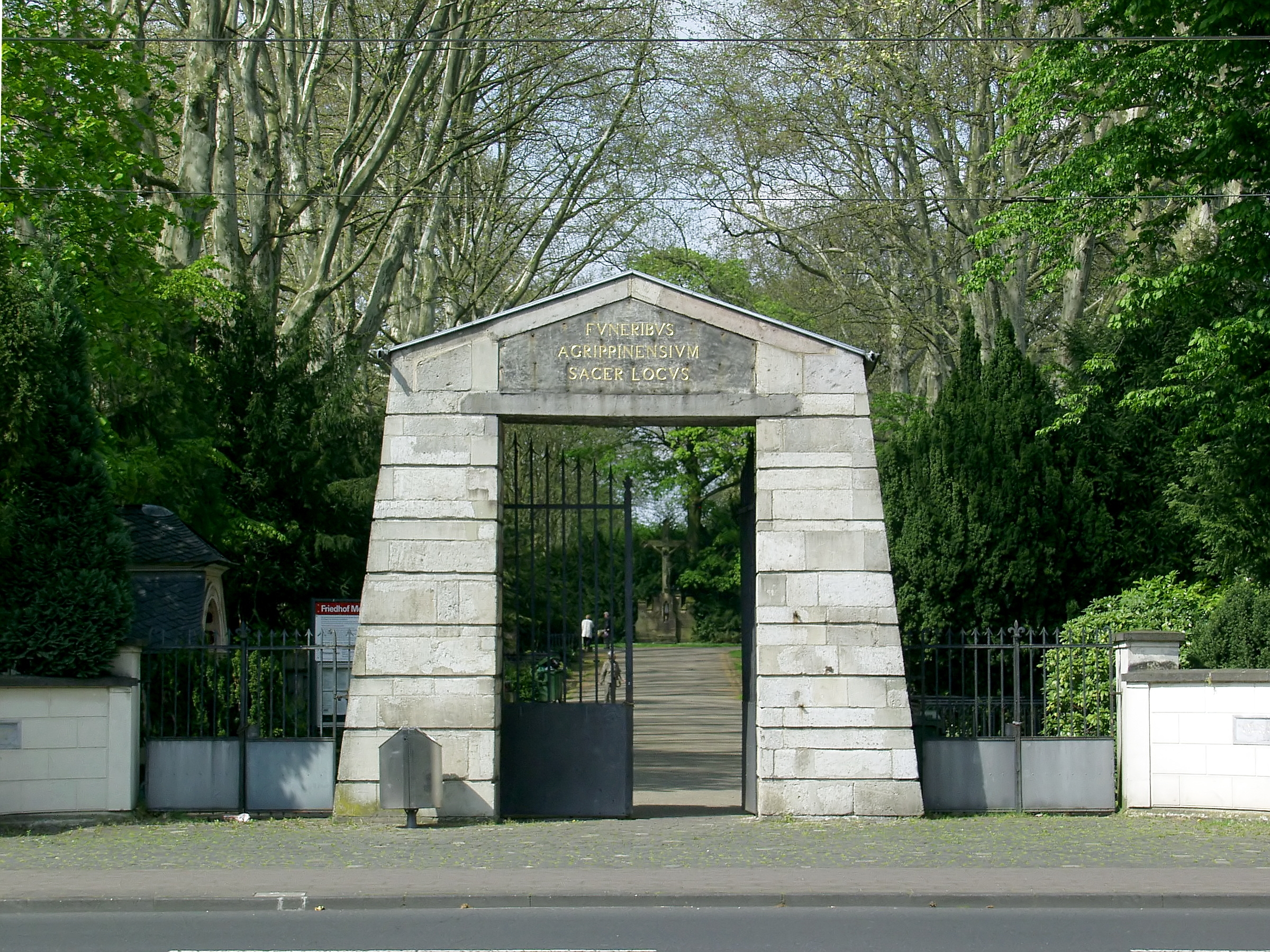
Aachener Straße 204 – Haupteingang Melaten-Friedhof
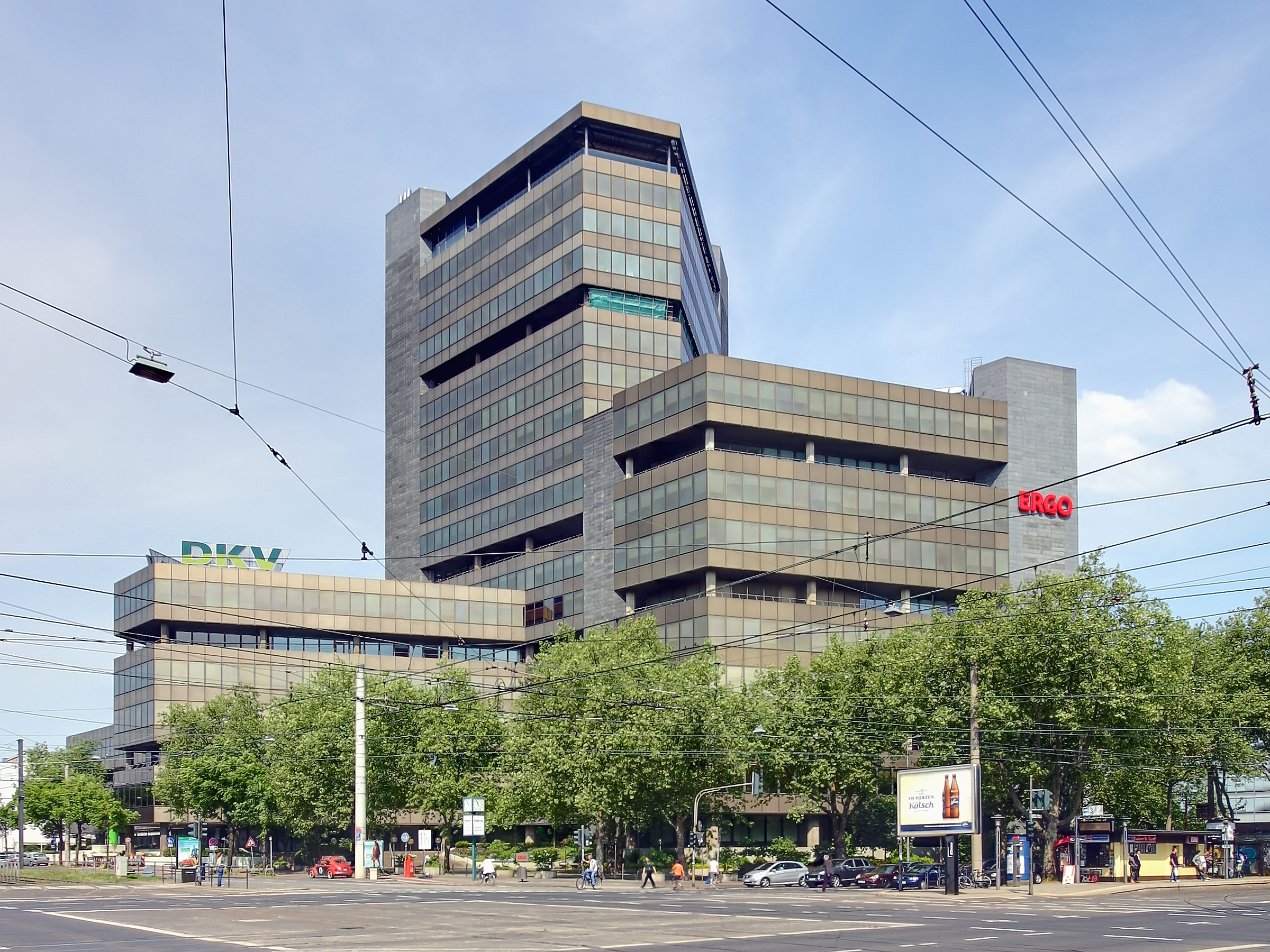
Aachener Straße 300 – DKV/Ergo (April 2011)
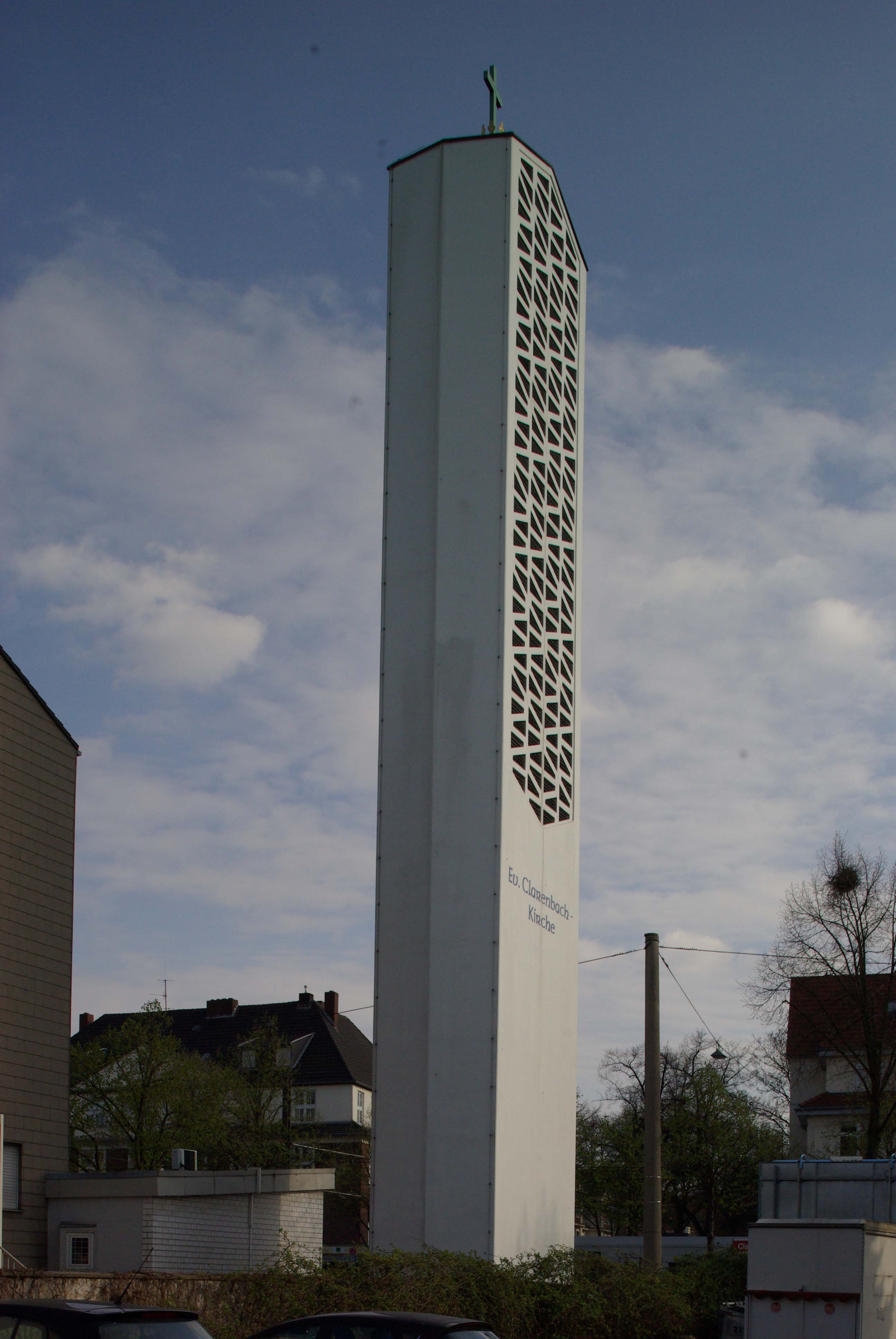
Aachener Str. 458 – Clarenbachkirche
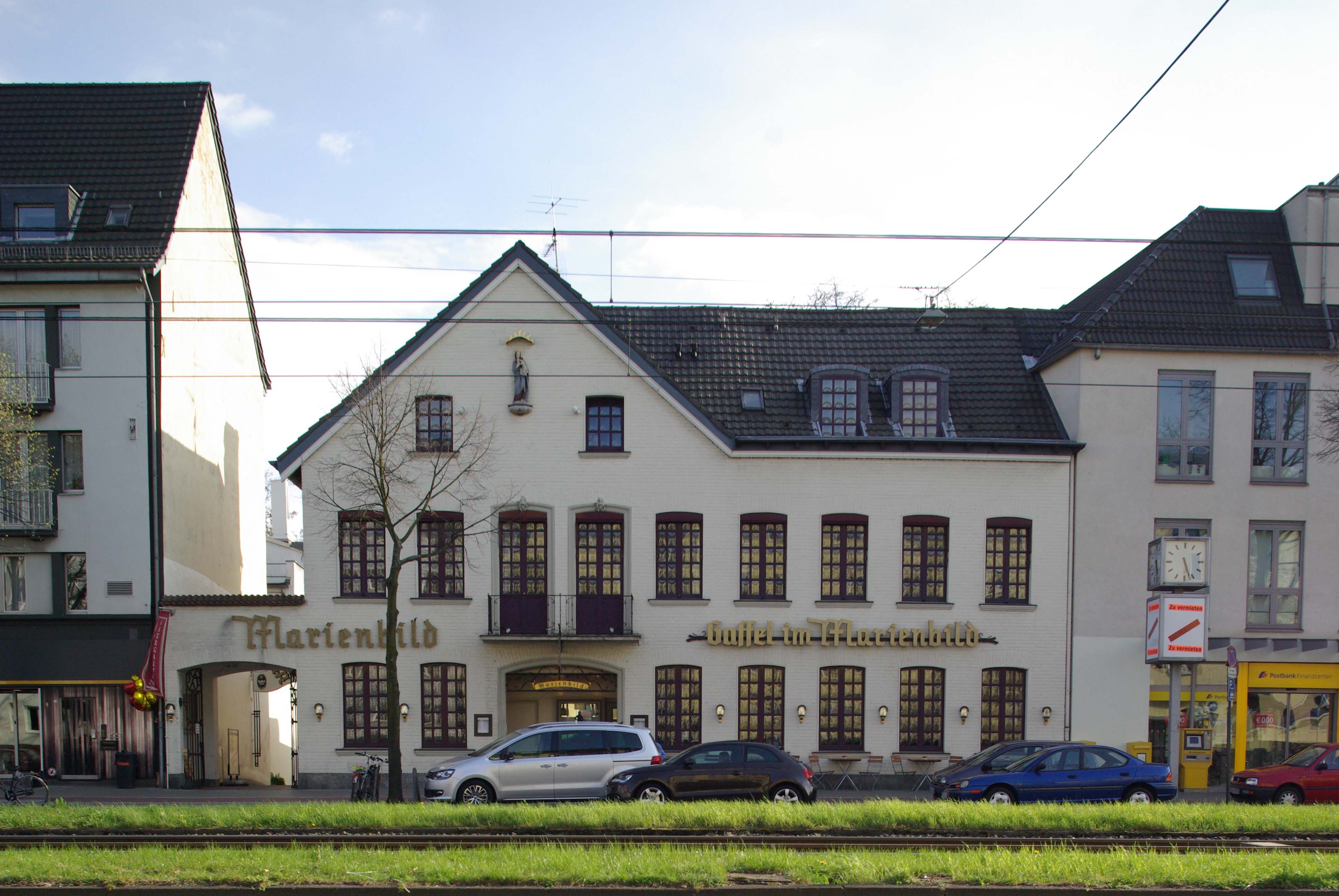
Aachener Str. 561 – Im Marienbild
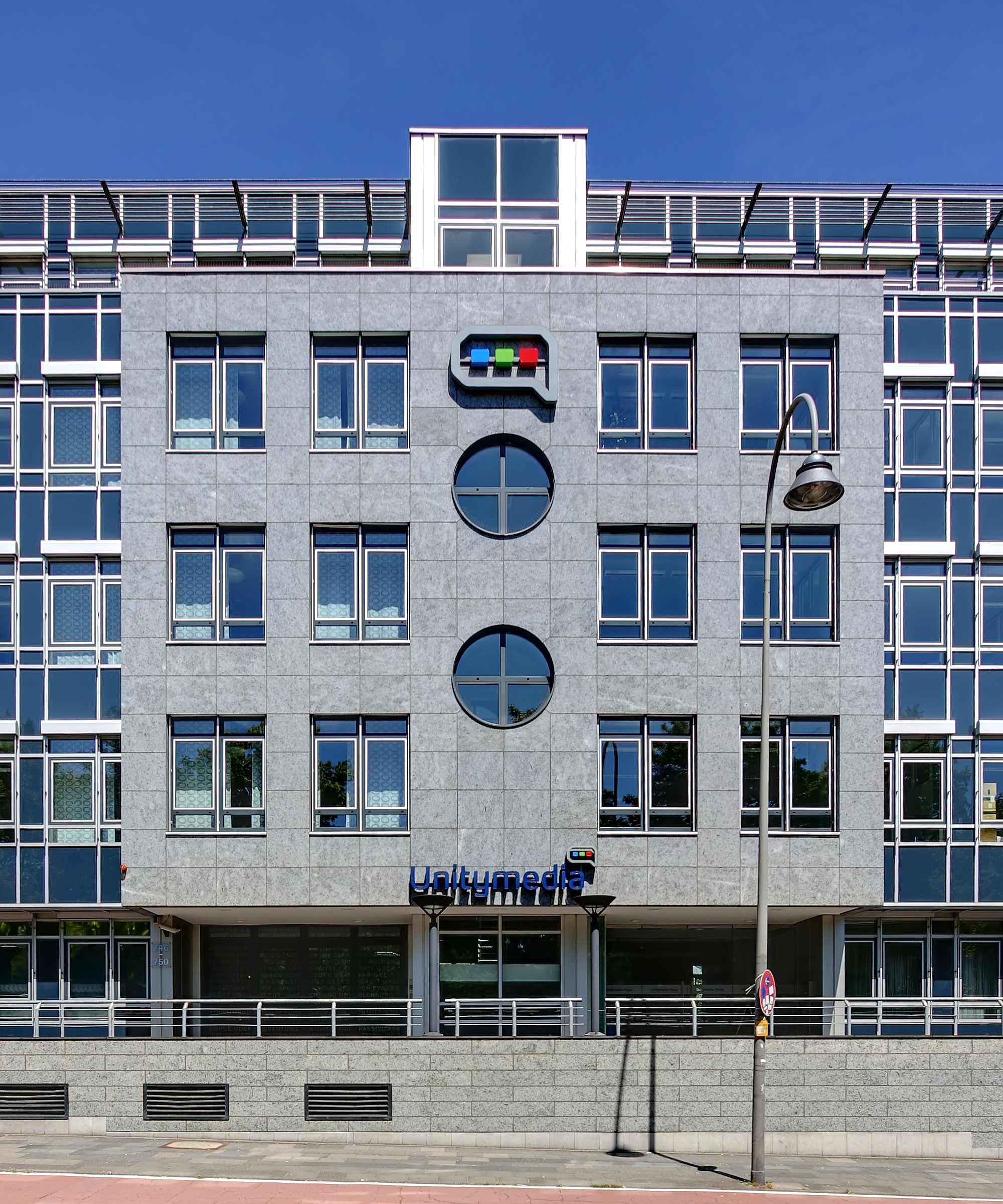
Aachener Str. 746–750 – Hauptsitz Unitymedia (Juni 2011)
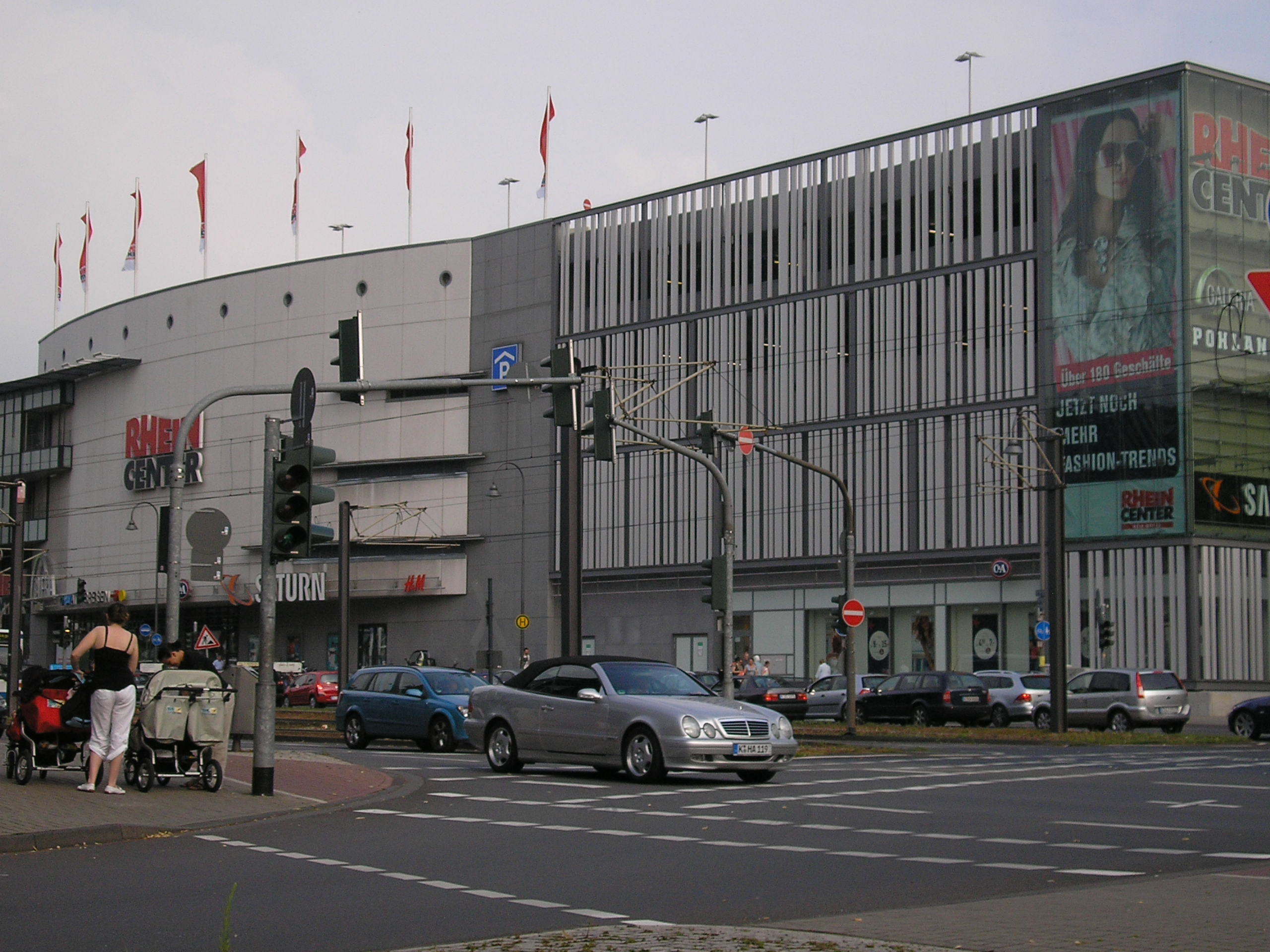
Aachener Str. 1253 – Rhein-Center Köln, im Vordergrund die Aachener Straße
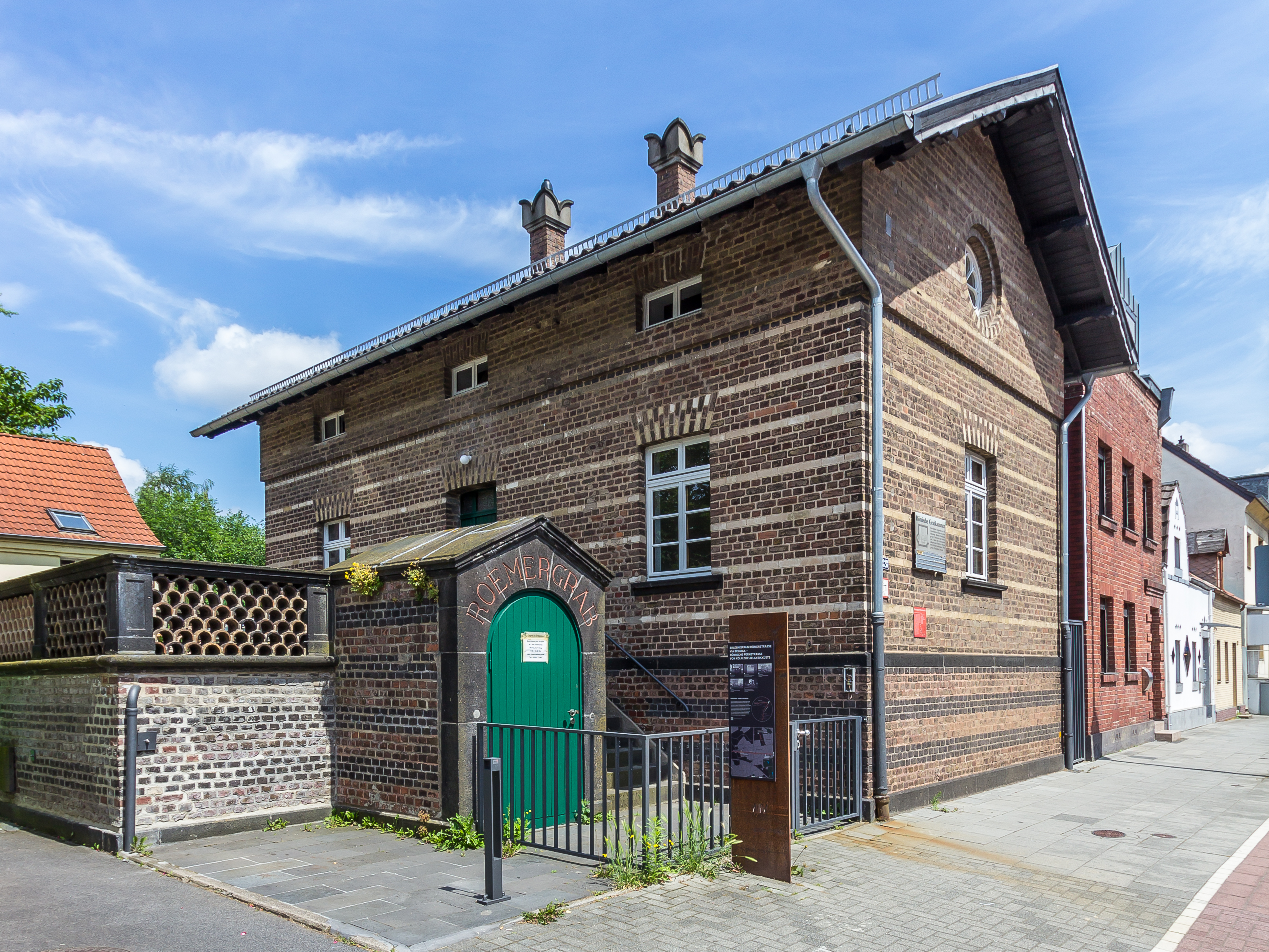
Aachener Str. 1328 – Zugang Römergrab Köln-Weiden und denkmalgeschütztes Wächterhaus (Juli 2016)

Am 17. August 1912 nahm die Linie G auf der fast neun Kilometer langen Strecke zwischen Neumarkt über die Aachener Straße durch Weiden bis Lövenich ihren Betrieb auf. Am 6. Dezember 1918 marschierten etwa 55000 britische Besatzungssoldaten unter dem Militärgouverneur Charles Fergusson über die Aachener Straße in Richtung Köln ein. Zuvor fand hier im November 1918 der Rückzug der deutschen Truppen statt. Ab 1920 begann die Stadt auf Initiative des Oberbürgermeisters Konrad Adenauer mit den Verhandlungen zum Erwerb größerer Grundstücksflächen von Privatpersonen und auch von der Gemeinde Weiden-Lövenich an der Aachener Straße für den geplanten „Sportpark Müngersdorf“, am 22. September 1921 beschloss der Rat der Stadt Köln den Stadionbau für 15,4 Millionen Reichsmark; bereits im Oktober 1921 ist Baubeginn. Geplant sind auf dem 80 Hektar großen Areal neben der Hauptkampfbahn eine Ost- und Westkampfbahn, eine Radrennbahn sowie weitere Anlagen, die bei der feierlichen Eröffnung am 16. September 1923 noch nicht komplettiert sind. Der „Sportpark Müngersdorf“ war die größte deutsche Sportanlage bis zum Bau des Olympiastadion Berlin im Jahre 1936. Am 23. März 1924 begann der Bau am 42 ha großen Aachener Weiher durch Fritz Encke. Der Teich steht in hydrologischer Verbindung mit dem Lindenthaler Kanal und ist das Kopfstück einer Kanalachse, die den Inneren mit dem Äußeren Grüngürtel verbindet. Die auf dem westlichen Melatengelände im Jahre 1245 errichtete und später neu gebaute Kirche St. Magdalena und Lazarus wurde im Zweiten Weltkrieg am 31. Mai 1942 zerstört. Seit dem 29. Mai 1945 fährt die Frechener Bahn vom Bahnhof Frechen durch den Stadtwald mit Dampf bis zum Bahnhof Braunsfeld an der Aachener Straße. Im Juni 1946 gründete Hans Gerig den „Bühnen- und Musikverlag Hans Gerig“ in der Nr. 333. Architekt Wilhelm Koep entwarf den im Juli 1947 eingeweihten, halbfesten Winterbau des Zirkus Williams („Williamsbau“) in Höhe des Aachener Weihers (132) auf der Nordseite der Aachener Straße, der bis 1955 auch als Mehrzweckhalle (Karnevalssitzungen) diente. Mit einem Fassungsvermögen von 2500 Zuschauern war er Kölns größter Saal der Nachkriegszeit. Ihr Name Aachener Straße leistet Orientierungsarbeit, indem sie genau in die Richtung ihrer Benennung führt. Während der Zeit des Nationalsozialismus entsprach ihr Name zufällig den Benennungsgrundsätzen 1939, § 3, f) (3):
„Für Straßen, die nach Nachbargemeinden führen, ist in der Regel der Name der Nachbargemeinde zu wählen. Wichtige Verkehrsstraßen können ihrer Verkehrsbedeutung entsprechend nach dem Ort oder der Richtung, wohin sie führen, benannt werden.“
Auf der Kreuzung Aachener Straße / Moltkestraße installierte die Stadt Köln am 19. Juni 1950 die ersten Kölner Ampeln. Die Clarenbachkirche wird am 23. Dezember 1951 ihrer Bestimmung übergeben. Aus dem Bauschutt von 17,457 Millionen Kubikmetern entsteht am Aachener Weiher bis September 1955 eine Hügellandschaft („Aachener Berg“). 1970 zieht die DKV Deutsche Krankenversicherung an der Aachener Straße 300 in ihre als Großraumbüro konzipierte, aus sieben polygonalen Turmelementen bestehende Hauptverwaltung ein (der Turm wurde 2001 auf 18. Geschosse erhöht, eine Gebäudeerweiterung erfolgte 2005). Am 25. September 1999 führte unter großer Anteilnahme der Bevölkerung ein Trauerzug mit dem Sarg des verstorbenen Willy Millowitsch vom Neumarkt über die Aachener Straße am Theater vorbei bis nach Melaten, wo das Begräbnis stattfand.

## Gebäude und Sehenswürdigkeiten
Das Millowitsch-Theater fand nach mehreren Umzügen am 16. Oktober 1936 mit der Premiere des Schwanks „Mädchen für Alles“ einen festen Standort im 1905 errichteten „Colonia-Haus“ (Nr. 5) mit einem Saal für 440 Personen. Das Gebäude gehört seit 1960 dem Verein Freie Volksbühne Köln. Das Eckhaus Nr. 57 im Baustil der Neorenaissance stammt aus 1890 und ist mit sieben Achsen versehen. Ecke Moltkestraße 65a befindet sich ein Wohn- und Geschäftshaus mit markantem Eckturm. Der Kölner Musiksender „674FM“ (unterhalten von seinem Trägerverein „Radio 114 e. V.“) sendet seit dem 30. Mai 2013 als Internetradio ein 24-Stunden-Musikprogramm (114), es folgen die Europa Versicherung (Aachener Straße/Ecke Piusstraße 137), der Haupteingang des Melaten-Friedhofs öffnet sich zur Aachener Straße (204). Nach dem Bürgeramt Lindenthal (220) folgt die Ergo-Versicherung (300). Am Maarweg 149–161 befand sich seit dem 8. September 1953 der Hauptstandort des Musiklabels Electrola mit Hauptverwaltung und Tonstudios (1956), die nach dem Umzug der Electrola heute von einem anderen Inhaber betrieben werden. Es folgen das 1909 eröffnete Dreifaltigkeits-Krankenhaus Köln (445–449) und die Clarenbachkirche (458). Die Gaststätte Im Marienbild (561) besteht bereits seit 1721 und gilt als eines der ersten Gebäude an der Aachener Straße in Braunsfeld. Das Gebäude diente zunächst als Postkutschenhaltestelle, 1880–1882 war hierin eine Dorfschule untergebracht, das heutige Gebäude stammt aus 1883. Das Wohn- und Geschäftshaus (567) entstand um 1914, der 1961 gegründete Bank-Verlag (Wendelinstraße 1) befindet sich hier seit 2000. Seit 2005 liegt in 746–750 die Zentrale des größten deutschen Kabelnetzbetreibers Unitymedia. Das Rheinenergiestadion als Nachfolger des „Sportpark Müngersdorf“ trägt offiziell die Hausnummer 999. Zwischen Januar 1988 und Juni 2010 befand sich in Nr. 1044 das Sendezentrum von RTL Television, das danach in die Rheinhallen umzog. Heute befindet sich in Nr. 1044 die Zentrale der ENGIE Deutschland AG, Tochtergesellschaft des französischen Energieversorgungskonzerns Engie. Das am 9. März 1972 eröffnete Rhein-Center Köln (1253) in Köln-Weiden ist das größte Einkaufszentrum Kölns mit 180 Läden auf einer Verkaufsfläche von 40000 m² mit täglich 25000 Besuchern.

## Lage und Bedeutung
Ihr Name verweist auf die geografische Ausrichtung der Straße nach Westen in Richtung Aachen. Die Aachener Straße ist eine der verkehrsreichsten Ausfallstraßen Kölns, durchquert in ihrem Verlauf die Stadtteile Köln-Neustadt-Süd, Köln-Braunsfeld, Köln-Junkersdorf, Köln-Lindenthal, Köln-Müngersdorf und führt als letzten Streckenabschnitt auf Kölner Stadtgebiet durch Köln-Weiden, bevor sie nach Durchquerung von Frechen-Königsdorf westlich in die L361 übergeht. Sie teilt die Stadtteile Köln-Neustadt-Nord und Köln-Neustadt–Süd. Sie ist Teil der Bundesstraße 55 (), die von Rheda-Wiedenbrück nach Jülich führt. Nach der Venloer Straße weist die teilweise 3-spurige Aachener Straße mit der Hausnummer 1420 die zweithöchste Hausnummer Kölns auf.
Zunächst verläuft sie als Einbahnstraße in Richtung Westen, beide Richtungen beginnen oder enden am Aachener Weiher. Die Fahrbahn Richtung Osten verläuft von dort über die Richard-Wagner-Straße, das gilt auch für die Trasse der Stadtbahn Köln. Deren Linie 1 und 7 führen über die Aachener Straße, die Linie 7 biegt am Gürtel in Richtung Frechen ab, die Linie 1 nutzt die Aachener Straße weiter bis zum Haltepunkt Köln-Weiden West am westlichen Stadtrand. Trotz ihrer beachtlichen Länge von 8,7 km ist sie nicht die längste Straße der Stadt. Die längste Straße von Köln ist die Militärringstraße mit 21 km. Sie ist eine der drei, noch von bestehenden Torburgen ausgehenden Ausfallstraßen Kölns. Als Ausfallstraße dient sie dem Pendlerverkehr zwischen der Innenstadt und den westlichen Stadtteilen und Vororten.
In die Radialstraße münden wichtige Kreuzungen: Brabanter Straße/Händelstraße und Brüsseler Straße ermöglichen den Zugang zum Belgischen Viertel. Es folgen Moltkestraße, Innere Kanalstraße, Oskar-Jäger-Straße/Klosterstraße, Melaten- und Stadtwaldgürtel, Maarweg/Kitschburger Straße, Eupener Straße/Vincenz-Statz-Straße, Militärringstraße, Vogelsanger Weg und die Anschlussstelle Köln-Lövenich zum Autobahnkreuz Köln-West (Kölner Autobahnring).
Im Bereich der Kreuzung mit der Moltkestraße wird die Aachener Straße von der Eisenbahnstrecke Linke Rheinstrecke überquert. Dort soll im Zuge der Realisierung des Kölner S-Bahn-Westrings der Haltepunkt Köln Aachener Straße entstehen, welcher eine Umsteigebeziehung zwischen den neuen S-Bahnen und den Stadtbahnlinien 1 und 7 schafft.
Ebenso wird der U-Bahnhof Moltkestraße aufgrund der Entscheidung zum Bau der unterirdischen Variante der Ost-West-Stadtbahn neu gebaut.